# Essert-Romand
Essert-Romand är en kommun i departementet Haute-Savoie i regionen Auvergne-Rhône-Alpes i sydöstra Frankrike. Kommunen ligger i kantonen Le Biot som tillhör arrondissementet Thonon-les-Bains. År 2022 hade Essert-Romand 520 invånare.

## Befolkningsutveckling
Antalet invånare i kommunen Essert-Romand
| Referens: INSEE |